# Sleigh Bells
Sleigh Bells ist ein US-amerikanischer animierter Kurzfilm von Walt Disney und Ub Iwerks aus dem Jahr 1928.

## Hintergrund
Der bislang verschollen geglaubte Kurzfilm wurde im Archiv des British Film Institute in London aufgefunden.
Held des Kurzfilms ist Oswald, der glückliche Hase, den Disney mit seinem Mitarbeiter Ub Iwerks 1927 erfand, ein Jahr vor seiner wohl berühmtesten Schöpfung Micky Maus. Der Film war eine Auftragsproduktion für die Universal Studios; die Filmfigur Oswald sieht der späteren Mickey Mouse mit ihren Knopfaugen und großen Ohren recht ähnlich. Nach der Trennung von Disney und Universal blieben die Rechte an dem Kurzfilm bei Universal, wo weiter kurze Oswald-Filme gedreht wurden. Nach der Uraufführung am 23. Juli 1928 wurde der Film erstmals wieder am 12. Dezember 2015 gezeigt.